# Geotermikus erőmű

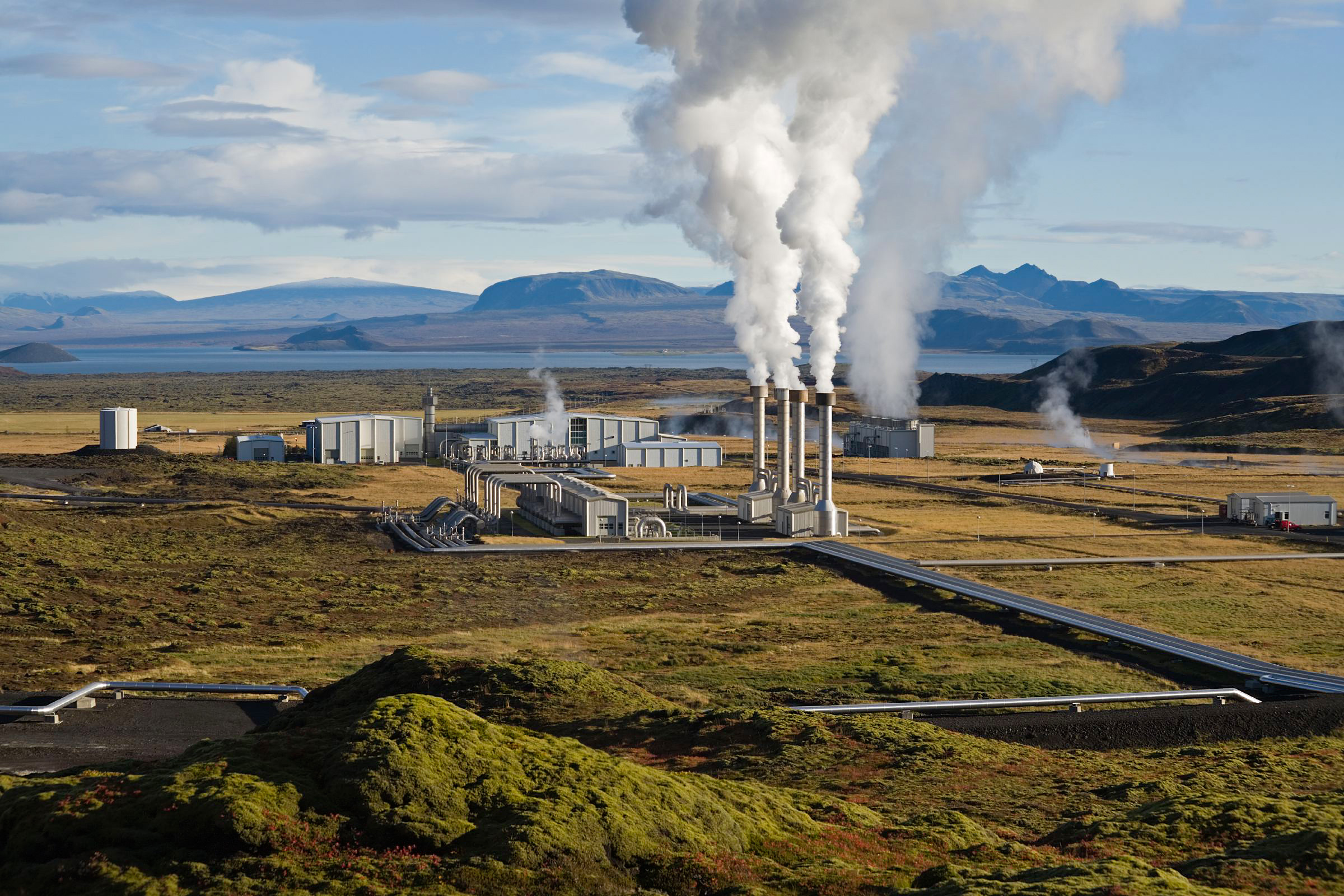
A Nesjavellir geotermikus erőmű Izlandon

A geotermikus erőművek a Föld mélyebb rétegeiben található magas hőmérsékletű és nyomású víz energiáját alakítják át villamos energiává.

## A geotermikus energia
A földkéregben egyre mélyebbre haladva a hőmérséklet folyamatosan növekszik. Ez a hőmérsékleti gradiens a világon átlagban 30 Celsius-fok kilométerenként, Magyarországon ez átlagosan 60 Celsius-fok kilométerenként. A hőmérséklet-emelkedésnek oka a Föld belsejében található magban lejátszódó radioaktív bomlási folyamatok. A földtörténet során az egymásra rakódó kőzetrétegek között megrekedt víz közelebb kerül a föld köpenyéhez, így egyre magasabb hőmérsékletű lesz, míg a mélységgel a nyomás is folyamatosan növekszik. Megfelelő mélységben ezen rétegek között a hőmérséklet meghaladhatja a 350 Celsius-fokot is, míg a víz a magas nyomás hatására folyékony állapotban marad. A rétegek közül természetes úton a felszínre törő jelenségeket nevezzük gejzírnek. Ha emberi segítséggel kerülnek a felszínre, akkor azt geotermikus erőműben villamosenergia-előállításra felhasználhatjuk.

## Áramtermelés
A geotermikus erőműveknek több fajtája is létezik melyeket a kitermelt víz alapján lehet jellemezni.
Ha a kinyert közeg magas nyomású gőz, akkor azt közvetlenül vezetik rá a turbinára amely meghajtja a generátort (dry steam plants) (1. kép).
(1. kép)
Ha forró vizet nyernek ki akkor azt nyomáscsökkentéssel a turbinára vezetik rá. Ebben az esetben a forró víz az óriási nyomás miatt folyékony állapotban van, majd a turbina előtt nyomáscsökkentés következtében az addig folyékony magas nyomású víz hirtelen gőzzé alakul, hirtelen a térfogata óriásira növekszik, ami meghajtja a turbinalapátokat (flash steam plants)(2. kép).
(2.kép)
A harmadik lehetőség mikor alacsony hőmérsékletű gőzt vagy vizet nyernek ki és ennek hőjét hasznosítják. A kinyert vizet ilyenkor egy hőcserélőn vezetik keresztül, ahol a szekunder körbe egy kisebb forráspontú anyagnak adja át a hőjét. Ezen erőművek előnye, hogy nincs károsanyag kibocsátásuk és kisebb hőmérsékletű vizeknél is alkalmazhatóak, így felhasználhatóságunk szélesebb körű (binary cycle power plants) (3. kép).
(3. kép)
Néhol alkalmazzák a bináris és az elgőzölögtetős erőművek hibridjét is, melynek működési struktúrája hasonló a 3. képen szereplő bináris erőműjéhez.

## Előnyök, hátrányok
Előnyei hogy a minimális a károsanyag kibocsátásuk, így a környezetterhelésük a többi erőművel szemben elenyésző. A kitermelt vízben vagy gőzben oldott kén-hidrogén és szén-dioxid jelenti az erőművek károsanyag kibocsátását. A kén-hidrogén nagy koncentrációban mérgező, viszont a többi erőműhöz viszonyítva az emissziója elenyésző. A kettős rendszereknek a zárt primer kör miatt gyakorlatilag nincs károsanyag emissziója. Mivel a geotermikus erőműveket az energiaforrásra telepítik, így nem kell a tüzelőanyag szállításához szükséges infrastruktúrát kialakítani, nincs a szállításból adódó környezetterhelés. A helyesen megtervezett és üzemeltetett geotermikus erőművek a felhasznált víz visszasajtolásával gyakorlatilag folyamatos energiaforrásként üzemelhetnek. Hátrányai hogy telepítéskor magas beruházási költséggel bírnak más erőművekkel szemben, viszont az üzemeltetési és karbantartási költségek lényegesen alacsonyabbak.

## Hazai viszonylatok
Sok helyütt olvashatjuk, hogy hazánk geotermikus energia szempontjából különösen jó fekvéssel bír, „geotermikus nagyhatalom”. Ezen állítás igazolására ez idáig nem létesült geotermikus erőmű hazánkban, viszont geotermikus energiát használnak fel gyógyfürdőkben, mezőgazdaságban, ásványvíz palackozásra. Ennek egyik fő oka hogy a geotermikus energia  folyamatos kinyeréséhez vissza kell sajtolni a kitermelt vízzel megegyező mennyiséget, amely hazánkban geológiai adottságok miatt egyelőre nehézkes.[forrás?]

## Külső hivatkozások
- Itt a geotermikus energiáról olvashatsz többet.
- Itt Archiválva 2015. május 28-i dátummal a Wayback Machine-ben az erőművek típusairól olvashatsz bővebben angolul.

## Lásd még
- Geotermikus energia
- Geotermikus gradiens